# ヴァイオレット・アーチャー
ヴァイオレット・アーチャー（Violet Archer、1913年4月24日 - 2000年2月21日）は、カナダの作曲家。

## 生涯
モントリオール出身。両親はイタリアからの移民で、本来の姓はバレストレリというが、アーチャーに改めた。1936年にマギル大学で音楽学士号を取得した。1942年にニューヨークに行ってバルトークに師事し、ハンガリー民俗音楽と変奏の技法を学んだ。1944年から1947年までマギル大学の教壇に立った後、イェール大学でヒンデミットに学び、1949年に音楽修士号を取得した。1950年から1953年まで北テキサス大学で、1953年から1961年までオクラホマ大学に勤務した。1961年にカナダに戻り、トロント大学で博士号を取得した。1962年からアルバータ大学の音楽学部の教授に就任し、やがて作曲と音楽理論の主任教授となった。
1983年、カナダ勲章を受章。

## 作品
作品には管弦楽曲、2つのオペラ、2本の映画音楽、室内楽曲、声楽曲など280曲以上ある。